# Блинов, Виктор Николаевич
Ви́ктор Никола́евич Блино́в (1 сентября 1945, Омск — 9 июля 1968, Москва) — советский хоккеист, чемпион Олимпиады 1968 г., чемпион мира и Европы. Выступал за омские «Спартак» и «Аэрофлот» (1961—1964) и московский «Спартак» (1964—1968). Заслуженный мастер спорта СССР (1968). По признанию Вячеслава Старшинова, «обладал самым мощным броском в стране».

## Биография
Жил с отцом-инвалидом, матерью и сестрой. Отец был сапожником, мать домохозяйкой.
С детства был увлечен хоккеем — вместе с друзьями играл на стадионе «Динамо» в центре Омска. Учился в омских школах № 10 и № 19.
С 1961 года — в омской команде «Спартак» (ныне — ХК «Авангард»).
Дебютировал в качестве защитника в чемпионате страны в феврале 1962 года. За три чемпионата в форме родного клуба сыграл 80 матчей и забил 13 шайб. По итогам чемпионата 1963/64 ему было присвоено звание мастера спорта.
В 1964 году получил приглашение в столичный «Спартак». В 1966—1968 годах пара защитников Блинов—Макаров была одной из сильнейших в стране.
В 19 лет дебютировал в сборной СССР. На Олимпийских играх в Гренобле в 1968 году в матче со шведами Блинов забросил шайбу и отдал 2 голевые передачи, а сборная СССР победила 3:2. Всего на Олимпиаде в 7 матчах забросил 4 шайбы и отдал 2 передачи.
Блинова сгубило чрезмерное пристрастие к алкоголю, из-за которого он часто нарушал режим. По словам хоккеиста и тренера Николая Карпова, Блинов пил с 15 лет. Умер 9 июля 1968 года во время тренировки. Похоронен на Ваганьковском кладбище (29 уч.).

## Достижения
- Чемпион мира, Европы, Олимпийских игр 1968 года — 7 матчей, 4 гола.
- Чемпион СССР 1967, второй призёр чемпионата СССР 1965, 1966, 1968. В чемпионатах СССР — 190 матчей, 42 гола.
- Финалист Кубка СССР 1967.

Блинов — одна из самых ярких звёзд советского хоккея. Для него была характерна очень надёжная игра в обороне. <…> А про атакующий потенциал Блинова и говорить нечего! <…> Он ведь на тот период времени обладал самым мощным броском в стране. Да и сейчас равных Блинову в этом компоненте игры я не вижу.— Вячеслав Старшинов

## Память

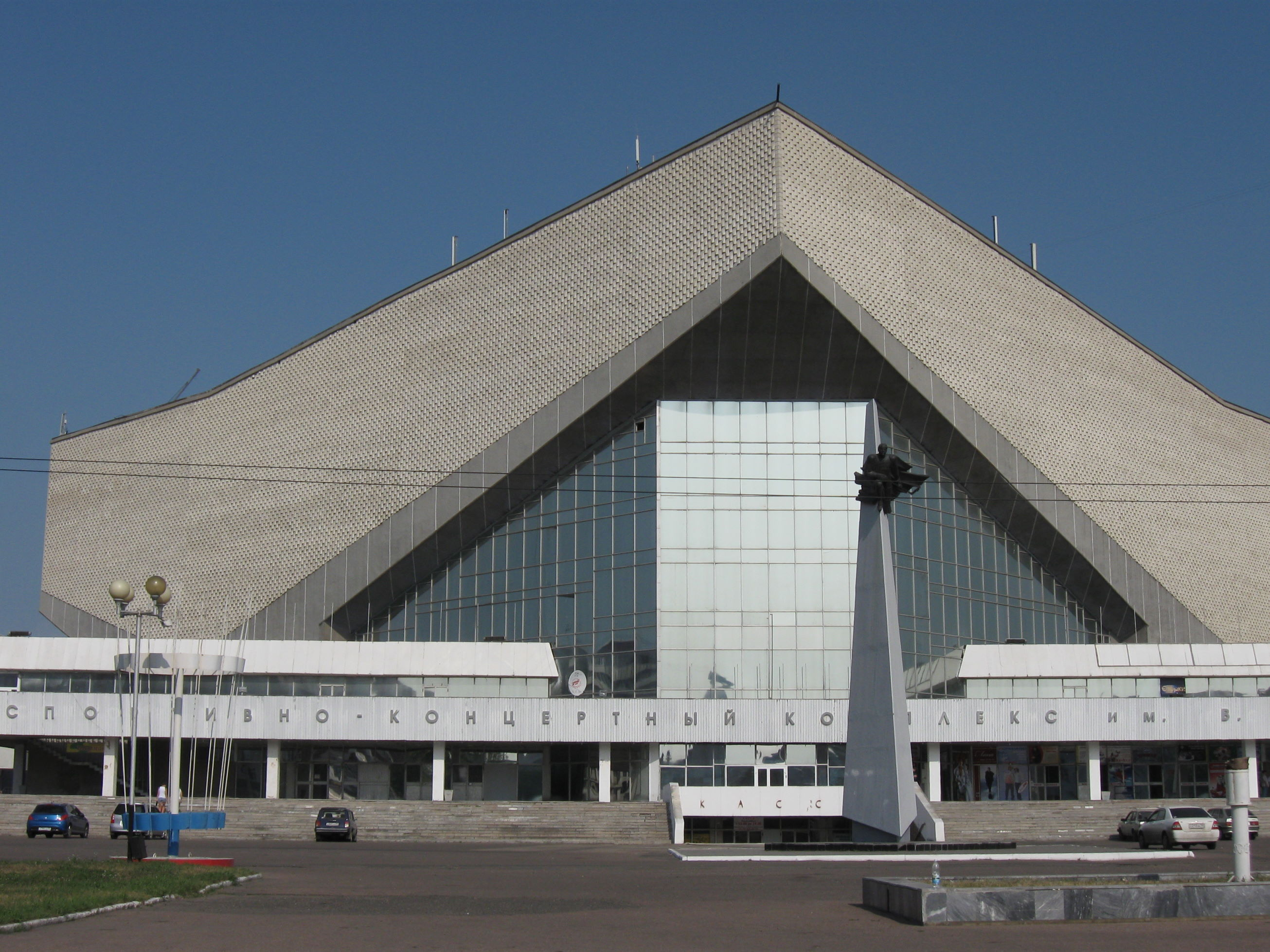
СКК им. Виктора Блинова

- Именем Виктора Блинова назван спортивно-концертный комплекс в Омске — домашняя арена «Авангарда» в 1987—2007 годы. В 2002 году у входа была установлена стела в честь хоккеиста.
- Ежегодно в августе в Омске проводится хоккейный турнир памяти олимпийского чемпиона Виктора Блинова. В 2010 г. состоялся 25-й по счёту мемориал[6].